# Muzeum „Potoki” w Błażowej Górnej
Prywatne Muzeum Etnograficzne „Potoki” w Błażowej Górnej – prywatne muzeum położone we wsi Błażowa Górna (powiat rzeszowski), w części Wilczak. Placówka jest prowadzona przez Augustyna Rybkę.
Placówka powstała w 2000 roku, kiedy to Augustyn Rybka wynajął pomieszczenia w dworze w Błażowej, celem ekspozycji swojej kolekcji, na którą składały się m.in. znaczki pocztowe, monety, ordery oraz banknoty. Z czasie, wobec rozrastanie się kolekcji oraz sprzedaży dworu, zaczął poszukiwać nowej lokalizacji. Udało mu się przejąć zrujnowane gospodarstwo na terenie przysiółka Wilczak. Tam zaadaptował stodołę na potrzeby swojej kolekcji.
W 2010 roku muzeum ucierpiało w wyniku powodzi. Po wykonanym remoncie zostało ponownie uruchomione w kwietniu 2012 roku.
Aktualnie na zbiory muzealne składają się m.in. rekonstrukcje warsztatów rzemieślniczych: szewskiego, kołodziejskiego, bednarskiego, stolarskiego oraz tkackiego. Ponadto odtworzona została klasa szkolna z lat 30. XX wieku. Ponadto eksponowane są zbiory ludowej sztuki sakralnej, zabytki techniki (maszyny do liczenia, telefony, radioodbiorniki, telewizory, gramofony) oraz dawne narzędzia rolnicze. Ponadto w muzeum zgromadzono zbiór starych książek.
Muzeum jest placówką sezonową. Zwiedzanie jest możliwe po uprzednim uzgodnieniu.